# Райтон, Джеймс
Джеймс Николас Райтон (род. 25 августа 1983) — британский музыкант, вокалист и клавишник лондонской нью-вейв группы Klaxons.

## Биография
Отец Джеймса, музыкант, вдохновил его на то, чтобы играть в нескольких группах, которые выступали время от времени в школе. После экзаменов, он отправился изучать политику и испанский язык в Кардиффский университет, после которого он переехал в Мадрид изучать испанский. Во время пребывания в Мадриде, Райтон посетил фестиваль в Беникасиме, где он повстречал Саймона Тейлора-Дэвиса, с которым учился играть на гитаре.
Klaxons подписали контракт с Polydor Records в 2006 году.

## Личная жизнь
Джеймс начал встречаться с Кирой Найтли в феврале 2011 года, их помолвка состоялась в мае 2012. Свадебная церемония была скромной и прошла в Мазане, на юге Франции 4 мая 2013. У супругов есть две дочери: Эди Райтон (род. в мае 2015 года) и Делайла Райтон (род. в августе 2019 года).